# Teruichi Okamura
Teruichi Okamura (Prefectura de Osaka, Japón, 27 de mayo de 1948) es un gimnasta artístico japonés, campeón olímpico en 1972 en el concurso por equipos.

## 1972
En los JJ. OO. de Múnich consigue la medalla de oro en el concurso por equipos, por delante de la Unión Soviética y Alemania del Este, siendo sus compañeros de equipo: Shigeru Kasamatsu, Sawao Kato, Eizo Kenmotsu, Akinori Nakayama y Mitsuo Tsukahara.